# Historicidade de Maomé
Embora a existência do profeta islâmico Maomé seja estabelecida por registros históricos contemporâneos ou quase contemporâneos, as tentativas de distinguir entre os elementos históricos e os elementos não históricos de muitos dos relatos de Maomé não tiveram muito sucesso. Daí a historicidade de Maomé ou teoria do mito de Maomé, além de sua existência, é debatida. Quanta história confiável existe sobre Maomé é contestada, com fontes muçulmanas sustentando que "tudo o que ele fez e disse foi registrado", enquanto algumas fontes acadêmicas afirmam que quase todas as informações disponíveis sobre a vida de Maomé, exceto o fato de sua existência, não é historicamente credível.

## Teoria do mito
O historiador Michael Cook considera que evidências independentes da tradição islâmica "excluem quaisquer dúvidas sobre se Maomé era uma pessoa real" e mostra claramente que ele se tornou a figura central de uma nova religião nas décadas após sua morte. Ele relata, porém, que esta evidência está em conflito com a visão islâmica em alguns aspectos, associando Maomé a Israel em vez da Arábia Interior, complicando a questão de sua autoria exclusiva ou transmissão do Alcorão e sugerindo que havia judeus, bem como árabes entre seus seguidores. Enquanto Patricia Croneargumenta que Maomé foi uma pessoa cuja existência é apoiada por várias fontes, ela considera que a associação tradicional de Maomé com a Península Arábica pode ser "inspirada pela doutrina" e é posta em dúvida pelo próprio Alcorão, que descreve a atividade agrícola que não poderia ocorreram lá, além de fazer referência ao local de Sodoma, que parece colocar a comunidade de Maomé perto do Mar Morto.

### Islã primitivo era uma seita cristã árabe
Uma parcela de historiadores, entretanto, acredita que Maomé pode ser uma figura inteiramente mítica. Já em 1930, a questão da existência de Muhammad foi levantada pelo orientalista soviético Klimovich. Em seu livro de 2003, Crossroads to Islam, Yehuda D. Nevo e Judith Koren apresentaram uma tese, com base em um extenso exame de evidências arqueológicas do início do período islâmico, de que Muhammad pode nunca ter existido, com o Islã monoteísta só surgindo algum tempo depois ele deveria ter vivido. Isso foi descrito como "plausível ou pelo menos discutível" e empregando uma "metodologia histórica muito rigorosa" por David Cook da Rice University, mas também foi comparado à negação do Holocaustopelo historiador Colin Wells, que sugere que os autores lidam com algumas das evidências de forma ilógica.
Karl-Heinz Ohlig chega à conclusão de que a pessoa de Maomé não era fundamental para o Islã primitivo, e que, neste estágio inicial, o Islã era de fato uma seita cristã árabe que tinha objeções ao conceito da trindade, e que o hadiths e biografias posteriores são em grande parte lendas, instrumentais para separar o Islã de suas raízes cristãs e construir uma nova religião totalmente desenvolvida.
Volker Popp (2004, 2005) propôs que tanto Muḥammad ("o abençoado") e ʿAlī ("o elevado") originaram-se não como nomes próprios, mas como títulos. Títulos dados a Jesus Cristo por cristãos siríacos no Império Sassânida, com muḥammad sendo o equivalente ao benedictus, ευλογηµένος do Novo Testamento. Em um estudo numismático, Popp identificou moedas datadas de AH 16 inscritas com mḥmd (Muḥammad sans vogais que normalmente são excluídas em árabe escrito), mas sem o rasūl allāh que mais tarde se tornou comum. Popp aduziu moedas árabes sassânidas e sírias inscritas com MHMT na escrita Pahlavi e também parcialmente com mḥmd na escrita árabe, em alguns casos combinada com o simbolismo cristão.